# Special Herbs + Spices Volume 1
Special Herbs + Spices Volume 1 — второй совместный альбом реперов MF Doom и MF Grimm. Альбом был выпущен в 11 мая 2004 года на лейбле Грима Day By Day Entertainment. За текст в альбоме отвечал Грим, в то время как Дум отвечал за музыку. Название альбома отсылает на серию инструментальных альбомов, которые выпускал Думилье. Многие тексты в альбоме Grimm исполнял на записи фристайлом, что отражает прошлое Грима как отличного фристайлера и баттл-репера. После данной записи, в ходе разногласий, дуэт распался
Альбом был выпущен для продвижения тройного альбома MF Grimm’а American Hunger, который планировали выпустить в 2004 году, но из-за разрыва отношений между реперами, музыку, написанную Думом, пришлось вырезать из альбома и записать новую, из-за чего альбом вышел лишь в 2006 году

## Критический приём
Сайт AllMusic оценил альбом на 4 из 5 звёзд
Stylus magazine оценили написали об альбоме «После неровного релиза Digital Tears я возлагал большие надежды на это сотрудничество. Альбом просто нормальный, но я все равно чувствую себя отлично. Мы уже слышали эти биты (на его различных сборниках Special Herbs), вступление и концовка (благодаря Fatman Scoop) довольно отвратительны, а Grimm выпустил более горячие треки и отказался от лучших вокальных исполнений. Но это не имеет значения, потому что Special Herbs and Spices — это отличная смесь необходимых ингредиентов: добавьте чистого качества навыков селекта Doom, добавьте немного мифотворчества MC, добавьте немного жирной обложки и в довершение всего посыпьте обещанием будущего сольного проекта Grimm, и у вас снова появится причина волноваться об андеграундном хип-хопе. Эти особые травы и специи — химия, из которой делаются отличные совместные работы»

## Трек лист
Слова и музыка всех песен — MF Doom и MF Grimm.
| №                   | Название                                      | Длительность |
| ------------------- | --------------------------------------------- | ------------ |
| 1.                  | «Intro»                                       | 2:18         |
| 2.                  | «Arabic Gum + Ajowan = No Snakes Alive Pt. 3» | 2:56         |
| 3.                  | «Calamus + Star Anise = Superhero»            | 2:31         |
| 4.                  | «Dragons Blood + Cayenne = 1000 Degrees»      | 4:04         |
| 5.                  | «Dragons Blood Resin + Ginger = Warpaint»     | 2:02         |
| 6.                  | «Benzoin Gum + Asafoetida = 10 Years Later»   | 3:00         |
| 7.                  | «Red #40 + Wasabi = Bottle Rocket»            | 3:55         |
| 8.                  | «Bergamot + Sumac = Rain Blood Pt. 2»         | 3:27         |
| 9.                  | «Kava Kava Root + Poppy Seeds = Stress Box»   | 3:24         |
| 10.                 | «Styrax Gum + Nutmeg = Tick Tick Pt. 2»       | 3:30         |
| 11.                 | «Mugwort + Cinnamon = Shifting Lanes»         | 2:57         |
| 12.                 | «Horehound + Sesame Seeds = Tonight's Show»   | 3:10         |
| 13.                 | «Outrо»                                       | 0:57         |
| 14.                 | «My Love / Return to Monsta Island»           | 12:30        |
| Общая длительность: | Общая длительность:                           | 50:42        |